# 福爾特海崖
79°18′S 157°40′E / 79.300°S 157.667°E
福爾特海崖（英語：Fault Bluff）是南極洲的海崖，位於奧次地，屬於庫克山脈的一部分，處於朗赫斯特高原東北面17公里，海拔高度2,320米，現時由南極條約體系管理。